# 트위스터 이론
트위스터 이론(영어: Twistor theory)은 1967년 로저 펜로즈가 양자 중력에 이를 수 있는 하나의 길로 제안하였으며 이론 및 수리물리학의 한 분야로 발전했다. 로저 펜로즈는 물리학의 근본적인 배경의 수학적 모형을 트위스터 공간이라는 수학적 공간으로 두자고 제안하며, 이로부터 시공간 자체가 나타난다고 하였다. 트위스터 공간과 트위스터 이론이 연구 되면서, 미분 및 적분 기하학, 비선형 미분 방정식 및 표현론, 일반 상대성이론 및 양자장론, 특히 산란 진폭에 대한 물리학에 적용되는 강력한 수학적 개념들이 발전되었다. 트위스터 이론의 등장은 간접적으로 아인슈타인-카르탕-시아마–키블 이론의 영향을 받은 것 같다.

## 개요
사영 트위스터 공간 {\displaystyle \mathbb {PT} }는 3차원 복소 사영 다양체 {\displaystyle \mathbb {CP} ^{3}}이다. 더 자세하게, 사영 트위스터 공간은 계량 부호수 (2,2)인 에르미트 형식과 정칙 부피 형식이 주어진 4차원 복소 선형 공간 {\displaystyle \mathbb {T} }를 사영화 해서 얻은 공간이다. {\displaystyle \mathbb {T} }는 비 사영 트위스터 공간이라고 불린다. 이것은 민코프스키 공간의 등각군 {\displaystyle SO(4,2)/\mathbb {Z} _{2}}에 대한 바일 스피너들의 공간으로 가장 매끄럽게 이해할 수 있다. 이는 등각군 {\displaystyle SO(4,2)/\mathbb {Z} _{2}}의 스핀군 {\displaystyle SU(2,2)}의 기본 표현이다. 이 정의는 등각 군에 대한 사영 순수 스피너의 공간으로 사영 트위스터 공간을 정의하는 것을 제외하고 4차원을 넘어서 임의의 차원으로 확장될 수 있다. 사영 트위스터 공간의 물리적 해석은 스핀을 가진 질량이 없는 입자들의 공간과 관련되어 있다.
원래 형태에서 트위스터 이론은 민코프스키 공간의 물리적 장을 펜로즈 변환을 통해 트위스터 공간의 복소 해석학적 대상으로 형식화 한다. 이 과정은 특히 임의의 스핀을 가진 질량이 없는 장에 대해 자연스럽다. 첫 번째 예시에서 이들은 트위스터 공간의 영역에서 자유 정칙 함수 측면에서 선적분 공식을 통해 얻어진다. 질량 없는 장 방정식에 대한 해를 제공하는 정칙 트위스터 함수는 {\displaystyle \mathbb {PT} }의 영역 위에서 해석적 코호몰로지 류들의 체흐 대표원들로 이해될 수 있다. 이러한 대응관계는 펜로즈의 비선형 중력자 구성의 자기 쌍대 중력과 와드 구성의 자체 쌍대 양-밀스 장을 포함하여 특정 비선형 장들로 확장되었다. 이러한 구조는 특히 적분가능계 이론을 포함한 다양한 분야에 널리 응용된다.
자기 쌍대성 조건은 양-밀스–힉스 자기 홀극 및 순간자에 대해 충분하지만 물리적 이론의 완전한 비선형성을 통합하는 데 주요한 제한 사항이다(ADHM 구성 참조). 이 제한을 극복하기 위한 초기 시도는 에드워드 위튼과 아이젠베르크, 예스킨 & 그린의 Ambitwistor 도입이었다. Ambitwistor 공간은 복소화된 광선 또는 질량이 없는 입자들의 공간이며 원래 트위스터 설명의 복소화 또는 여접다발로 간주될 수 있다. 이들은 일반 장에 적용되지만 장 방정식은 더 이상 그렇게 간단하게 표현되지 않는다.
자기 쌍대 섹터를 넘어서는 상호 작용에 대한 트위스터 공식은 에드워드 위튼의 트위스터 끈 이론에서 처음 나왔다. 이것은 리만 곡면에서 트위스터 공간으로가는 정칙 사상의 양자 이론이다. 이 이론에서 양-밀스 이론의 트리 수준 S-행렬에 대한 아주 컴팩트한 RSV(Roiban, Spradlin & Volovich)공식이 나왔지만, 이것의 중력 자유도는 적용 가능성을 제한하는 등각 초중력 버전을 발생시켰다. 등각 중력은 유령을 포함하기 때문에 물리적이지 않은 이론이지만, 그 상호 작용은 트위스터 끈 이론을 통해 계산된 루프 진폭에서 양-밀스 이론의 상호 작용과 결합된다.
이런 단점들에도 불구하고 트위스터 끈 이론은 산란 진폭 연구에서 급속한 발전을 가져왔다. 하나는 분리된 끈에 느슨하게 기반을 둔 이른바 MHV 형식주의이지만 트위스터 공간에서 전체 양-밀스 이론에 대한 트위스터 작용 측면에서 더 기본적인 토대를 제공했다. 또 다른 주요 개발은 BCFW 재귀의 도입이었다. 이것은 트위스터 공간에서 자연스러운 공식을 가지며, 그 결과 그라스만 적분 공식 및 다포체 측면에서 산란 진폭의 놀라운 공식을 이끌어 냈다. 이러한 아이디어는 최근에 양의 그라스마니안과 진폭면체로 발전되었다.
트위스터 끈 이론은 먼저 RSV 양-밀스 진폭 공식을 일반화한 다음 기본 끈 이론을 찾아 확장했다. Cachazo & Skinner가 중력에 대한 확장을 하였고 David Skinner가 최대 초중력에 대한 트위스터 끈 이론으로 공식화하였다. Cachazo, He & Yuan은 양-밀스 이론과 중력에 대해, 그리고 이후 다양한 다른 이론에 대해 모든 차원에서 유사한 공식을 발견했다. 그런 다음 Mason & Skinner에 의해 원래 트위스터 끈을 포함하고 확장되어 여러 가지 새로운 모델과 공식을 제공하는 일반적 이론의 틀에서 ambitwistor 공간의 끈이론으로 이해되었다. 끈 이론으로서 그것들은 전통적인 끈 이론과 같은 임계 차원을 가지고 있다. 예를 들어 유형 II 초대칭 버전은 10차원에서 중요하며 10차원에서 유형 II 초중력의 전체 장 이론과 동일하다. 그들은 루프 진폭에 대한 공식을 제공하기 위해 확장되고 휘어진 배경에서 정의될 수 있다.

## 트위스터 대응
민코프스키 공간 {\displaystyle M}의  좌표 {\displaystyle x^{a}=(t,x,y,z)} 및 부호수 {\displaystyle (1,3)}인 로런츠 계량 {\displaystyle \eta _{ab}}을 생각하자.  2 성분 스피너 지수 {\displaystyle A=0,1;\;A'=0',1'}를 도입하고 다음과 같이 두자:
{\displaystyle x^{AA'}={\frac {1}{\sqrt {2}}}{\begin{pmatrix}t-z&x+iy\\x-iy&t+z\end{pmatrix}}.}
두 개의 상수 바일 스피너 {\displaystyle \omega ^{A}} 와 {\displaystyle \pi _{A'}}에 대해,  비사영 트위스터 공간 {\displaystyle \mathbb {T} }는 좌표가 {\displaystyle Z^{\alpha }=\left(\omega ^{A},\,\pi _{A'}\right)}과 같은 4차원 복소 선형 공간이다. 에르미트 형식은 {\displaystyle \mathbb {T} }에서 쌍대 공간 {\displaystyle \mathbb {T} ^{*}}로 가는 복소 켤레 {\displaystyle {\bar {Z}}_{\alpha }=\left({\bar {\pi }}_{A},\,{\bar {\omega }}^{A'}\right)}를 정의하여 표현할 수 있다. 이에 따라, 에르미트 형식은 다음과 같이 표현할 수 있다:
{\displaystyle Z^{\alpha }{\bar {Z}}_{\alpha }=\omega ^{A}{\bar {\pi }}_{A}+{\bar {\omega }}^{A'}\pi _{A'}.}
이것은 정칙 부피 형식과 함께, {\displaystyle \varepsilon _{\alpha \beta \gamma \delta }Z^{\alpha }dZ^{\beta }\wedge dZ^{\gamma }\wedge dZ^{\delta }}는 컴팩트화된 민코프스키 시공간의 등각 군 C(1,3)의 4중 커버인 군 SU(2,2)에서 불변이다.
민코프스키 공간의 점은 입사 관계를 통해 트위스터 공간의 부분 공간과 관련된다.
{\displaystyle \omega ^{A}=ix^{AA'}\pi _{A'}.}
입사 관계는 트위스터의 전체 크기 조정 하에서 보존되므로 일반적으로 사영 트위스터 공간 {\displaystyle \mathbb {PT} }에서 작동한다. 이는 복소 다양체 {\displaystyle \mathbb {CP} ^{3}}와 동형이다. 따라서, 점 {\displaystyle x\in M}는 {\displaystyle \mathbb {PT} }안에 {\displaystyle \pi _{A'}}로 매개변수화 되는 직선 {\displaystyle \mathbb {CP} ^{1}}을 결정한다. 시공간 안에서 트위스터 {\displaystyle Z^{\alpha }}는 자체 쌍대인 완전히 null인 두 면을 정하는 좌표의 복소수 값에 대해 가장 쉽게 이해된다. 실수 {\displaystyle x}를 취할 때, {\displaystyle Z^{\alpha }{\bar {Z}}_{\alpha }}가 사라지면 {\displaystyle x}는 광선 위에 놓여 있는 반면, 만약 {\displaystyle Z^{\alpha }{\bar {Z}}_{\alpha }}가 사라지지 않고 해가 없으면 {\displaystyle Z^{\alpha }}는 실 시공간에 국한되지 않는 스핀을 가진 질량이 없는 입자에 해당한다.

## 변형

### 슈퍼트위스터
슈퍼트위스터는 1978년 Alan Ferber가 도입한 트위스터의 초대칭 확장이다.  비사영 트위스터 공간은 페르미온 좌표에 의해 확장된다. {\displaystyle {\mathcal {N}}}은 트위스터가 반교환인 {\displaystyle \eta ^{i}}과 함께{\displaystyle \left(\omega ^{A},\,\pi _{A'},\,\eta ^{i}\right),i=1,\ldots ,{\mathcal {N}}}로 주어지도록 하는 초대칭의 수이다. 초등각 군 {\displaystyle SU(2,2|{\mathcal {N}})}이 이 공간에 자연스럽게 작용하고 펜로즈 변환의 초대칭 버전은 슈퍼트위스터 공간의 코호몰로지 류를 수퍼 민코프스키 공간의 질량 없는 초대칭 multiplet들로 변환한다. {\displaystyle {\mathcal {N}}=4}인 경우는 펜로즈의 원래 트위스터 스트링의 경우고, {\displaystyle {\mathcal {N}}=8} Skinner의 초중력 일반화의 경우이다.

### 초켈러 다양체
{\displaystyle 4k} 차원 초켈러 다양체 또한 복소 {\displaystyle 2k+1} 차원 트위스터 공간과 트위스터 대응된다.

## 같이 보기
- 배경 독립성
- 복소 시공간
- 루프 양자 중력의 역사
- 로빈슨 합동
- 스핀 네트워크
- 트위스터 공간

## 참고 문헌
- Roger Penrose (2004), The Road to Reality, Alfred A. Knopf, ch. 33, pp. 958–1009.
- Roger Penrose and Wolfgang Rindler (1984), Spinors and Space-Time; vol. 1, Two-Spinor Calculus and Relativitic Fields, Cambridge University Press, Cambridge.
- Roger Penrose and Wolfgang Rindler (1986), Spinors and Space-Time; vol. 2, Spinor and Twistor Methods in Space-Time Geometry, Cambridge University Press, Cambridge.

## 추가 자료
- Atiyah, Michael; Dunajski, Maciej; Mason, Lionel J. (2017). “Twistor theory at fifty: from contour integrals to twistor strings”. 《Proceedings of the Royal Society A: Mathematical, Physical and Engineering Sciences》 473 (2206): 20170530. doi:10.1098/rspa.2017.0530.
- Baird, P., "An Introduction to Twistors[깨진 링크(과거 내용 찾기)]."
- Huggett, S. and Tod, K. P. (1994). An Introduction to Twistor Theory, second edition. Cambridge University Press. ISBN 9780521456890ISBN 9780521456890. OCLC 831625586.
- Hughston, L. P. (1979) Twistors and Particles. Springer Lecture Notes in Physics 97, Springer-Verlag. ISBN 978-3-540-09244-5ISBN 978-3-540-09244-5.
- Hughston, L. P. and Ward, R. S., eds (1979) Advances in Twistor Theory. Pitman. ISBN 0-273-08448-8ISBN 0-273-08448-8.
- Mason, L. J. and Hughston, L. P., eds (1990) Further Advances in Twistor Theory, Volume I: The 펜로즈 Transform and its Applications. Pitman Research Notes in Mathematics Series 231, Longman Scientific and Technical. ISBN 0-582-00466-7ISBN 0-582-00466-7.
- Mason, L. J., Hughston, L. P., and Kobak, P. K., eds (1995) Further Advances in Twistor Theory, Volume II: Integrable Systems, Conformal Geometry, and Gravitation. Pitman Research Notes in Mathematics Series 232, Longman Scientific and Technical. ISBN 0-582-00465-9ISBN 0-582-00465-9.
- Mason, L. J., Hughston, L. P., Kobak, P. K., and Pulverer, K., eds (2001) Further Advances in Twistor Theory, Volume III: Curved Twistor Spaces. Research Notes in Mathematics 424, Chapman and Hall/CRC. ISBN 1-58488-047-3ISBN 1-58488-047-3.
- Penrose, Roger (1999). “The Central Programme of Twistor Theory”. 《Chaos, Solitons and Fractals》 10 (2–3): 581–611. doi:10.1016/S0960-0779(98)00333-6. 2005년 8월 28일에 원본 문서에서 보존된 문서. 2022년 11월 21일에 확인함.